# يانغ لي
يانغ لي (بالصينية: 杨丽) (31 يناير 1991 بيانيونغانغ في الصين - ) هي لاعبة كرة قدم صينية في مركز الهجوم، شاركت في الألعاب الأولمبية الصيفية 2016. وشاركت مع منتخب الصين الوطني لكرة القدم للنساء.

## وصلات خارجية
- يانغ لي على موقع الاتحاد الدولي (مؤرشف)  (الإنجليزية)
- يانغ لي على موقع قاعدة بيانات كرة القدم.إي يو (الإنجليزية)
- يانغ لي على موقع Soccerway.com (الإنجليزية)
- يانغ لي على موقع عالم كرة القدم.نت (الإنجليزية)
- يانغ لي على موقع أوليمبيديا (الإنجليزية)
- يانغ لي على موقع اللجنة الأولمبية الصينية (الإنجليزية)